# Stylogaster rettenmeyeri
Stylogaster rettenmeyeri är en tvåvingeart som beskrevs av Camras 1967. Stylogaster rettenmeyeri ingår i släktet Stylogaster och familjen stekelflugor.
Artens utbredningsområde är Costa Rica. Inga underarter finns listade i Catalogue of Life.